# فریدریش آدولف ترندلنبرگ
فریدریش آدولف ترندلنبُرگ (آلمانی: Friedrich Adolf Trendelenburg؛ ‏ ۳۰ نوامبر ۱۸۰۲ – ۲۴ ژانویه ۱۸۷۲) فیلسوف آلمانی بود
وی از ۱۸۳۷ تا زمان مرگش در دانشگاه برلین درس می‌داد؛ و نفوذ عمیقی در آنجا داشت. معتقد به نظریه غایی بودکه به موجب ان جهان تنها نتایج نیروهای مکانیکی نبود. بلکه خداوند برای غایت و غرضی ان را طرح افکنده بود. ترندلنبُرگ فلسفه خود را نظریه ارگانیک جهان می‌خواند مهم‌ترین اثر او عناصر منطق ارسطو بود.